# 胡季爾 (舍佩蒂夫卡區)
50°19′36″N 27°5′46″E / 50.32667°N 27.09611°E
胡季爾（烏克蘭語：Хутір），是烏克蘭的村落，位於該國西部赫梅利尼茨基州，由舍佩蒂夫卡區負責管轄，處於科爾奇克河左岸，始建於1707年，面積1.51平方公里，海拔高度235米，2009年人口640。